# هوگرسدورف
هوگرسدورف (به آلمانی: Högersdorf) یک شهر در آلمان است که در زگه‌برگ واقع شده‌است. هوگرسدورف ۴۱۷ نفر جمعیت دارد.